# 꽃밭에서
《꽃밭에서》는 2001년 2월 19일부터 2001년 8월 25일까지 방영된 한국방송공사 2TV 아침드라마이며 당초 스타급 연기자들을 물망에 올렸으나 불발되자 전작 내일은 맑음 남자 주인공이었던 이창훈을 또다시 투입시켰다.
한편, 사랑했던 처형과 제부를 아이들이 결혼시키려 한다는 내용을 다루었다는 지적을 받아왔다.

## 등장 인물
- 선우은숙 : 왕인희 역
- 한진희 : 한재섭 역
- 장용 : 도관우 역
- 이창훈 : 도진표 역
- 이민영 : 한기준 역
- 양금석 : 한계자 역
- 임혁주 : 권민 역
- 이인혜 : 권현 역
- 정민 : 도원표 역
- 이자영 : 한기란 역
- 정인선 : 도아라 역
- 김학준 : 권효 역
- 이승신 : 고유진 역
- 박형재 : 정은재 역
- 이오비 : 민혜숙 역
- 사미자
- 신충식
- 강민석